# Intento de asesinato de Hassan Sheikh Mohamud
El intento de asesinato de Hassan Sheikh Mohamud, fue un intento de magnicidio contra el presidente de Somalia, este ocurrió el 18 de marzo de 2025, tras este ser atacado por el grupo militante al-Shabaab con una bomba al borde de una carretera nacional utilizando artefactos explosivos improvisados cerca de Villa Somalia, mientras su séquito se dirigía al aeropuerto internacional Aden Adde en Mogadiscio. Hassan sobrevivió al ataque.

## Antecedentes

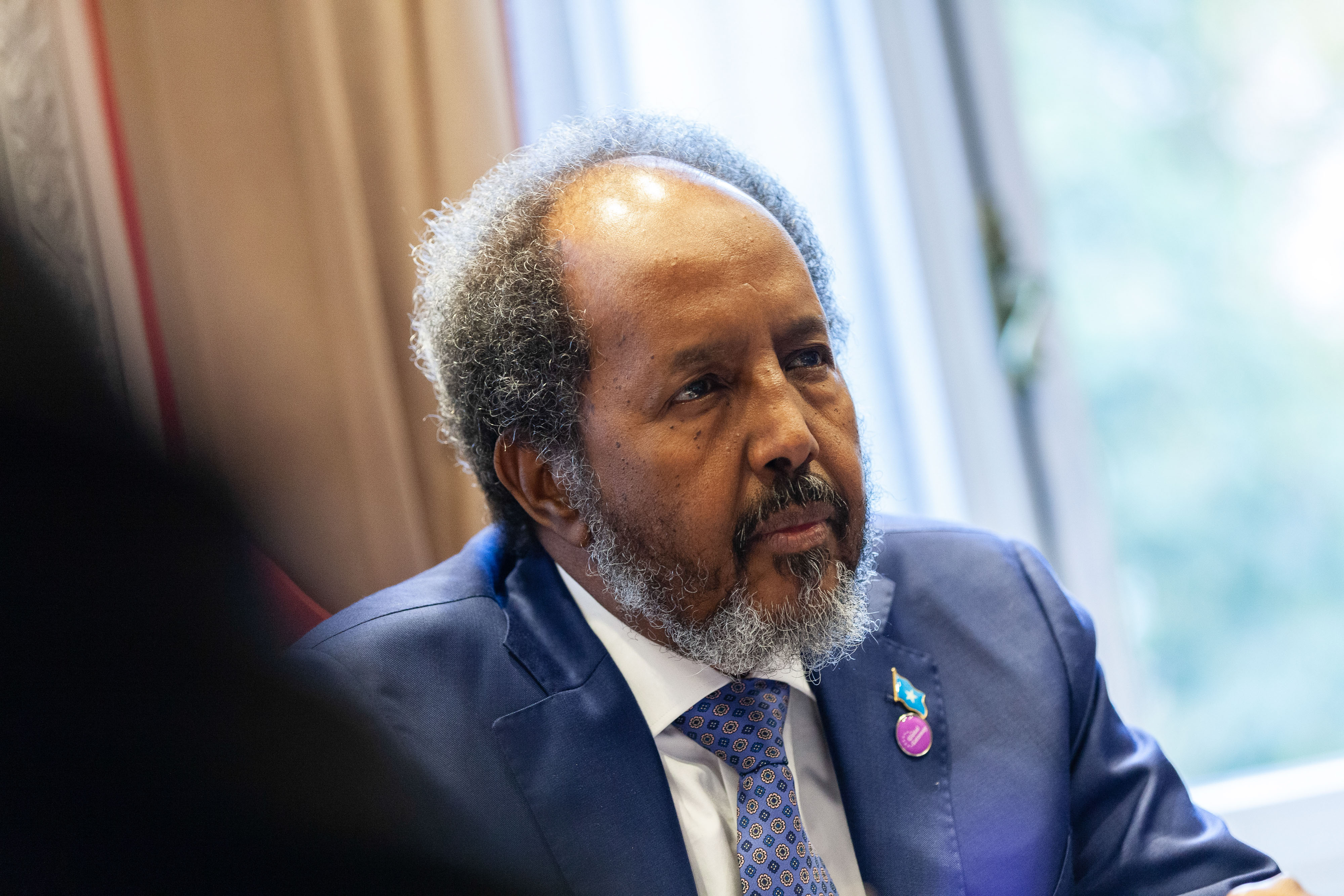
Hassan en octubre de 2023

Al-Shabaab, un grupo militante yihadista y aliado de Al-Qaeda, ha mantenido una insurgencia durante más de una década y sigue controlando partes del sur y el centro de Somalia. En 2012,  2013,  y 2014, el grupo intentó asesinar a Hassan como parte de sus acciones violentas en la región. 

### Ofensivas en el sur de Somalia
El 20 de febrero de 2025, Al-Shabaab lanzó una nueva ofensiva en el estado de Hirshabelle, denominada "Operación Ramadán", dirigida contra el Ejército Nacional Somalí, las fuerzas de la Misión de la Unión Africana en Somalia y las milicias aliadas del clan Ma'awisley. El objetivo principal de este grupo militante era recuperar el territorio perdido durante la ofensiva terrestre de 2022, liderada por el Gobierno Federal y las fuerzas de la Unión Africana, con un énfasis particular en la reconquista de ciudades estratégicas y rutas de suministro. Además, tenían la intención de tomar el control de la capital somalí, Mogadiscio.
Durante el primer día de la ofensiva, Al-Shabaab capturó más de 15 ciudades y pueblos en las regiones de Medio Shabelle, Hiran y Bajo Shabelle. La capital del estado, Jowhar, fue cercada por los combatientes de Al-Shabaab, y el presidente de Hirshabelle, Ali Abdullahi Hussein, abandonó la ciudad. Los medios opositores compararon este acontecimiento con la huida del presidente afgano Ashraf Ghani de Kabul, cuando el país cayó bajo el control de los talibanes.
El 7 de marzo de 2025, la Embajada de Estados Unidos en Mogadiscio emitió una alerta advirtiendo sobre posibles operaciones militares de Al Shabaab, lo que llevó a varias naciones a cancelar vuelos al Aeropuerto Internacional de Adén Adde.  En un discurso pronunciado el 8 de marzo de 2025, el presidente Mohamud acusó a Estados Unidos de difundir "alertas falsas" que, según él, buscaban desestabilizar su gobierno. Argumentó que estas advertencias minaban la soberanía de Somalia e instó a la nación a centrarse en la autosuficiencia, en lugar de depender del apoyo externo.

### Ataque y asedio al hotel Cairo en Beledweyne
El 11 de marzo de 2025, seis atacantes de Al-Shabaab asaltaron el Hotel Cairo en Beledweyne, detonando un coche bomba suicida e iniciando un asedio que duró 24 horas. El hotel albergaba a los líderes tradicionales del clan y a oficiales militares responsables de coordinar las ofensivas en la región de Shabelle. El ataque dejó más de 21 muertos, incluidos los seis atacantes y dos ancianos tradicionales, mientras que decenas de personas resultaron heridas.

## Ataque
La bomba impactó en un vehículo cuando pasaba por un puesto de control cerca de la intersección del presidente con el-Gaabta, una parte fuertemente fortificada del perímetro de seguridad que rodea el complejo presidencial Villa Somalia en la capital de Somalia, Mogadiscio. La comitiva del presidente Mohamud viajaba al Aeropuerto Internacional de Aden Adde para unirse a las tropas en el frente en Hirshabelle.  La bomba fue ubicada al costado de la carretera, debajo de un edificio de dos pisos, provocando daños significativos, incluido al vehículo blindado de un convoy de seguridad cercano.
Los militantes de Al-Shabaab fueron los principales acusados de perpetuar el ataque.

### Víctimas
La explosión dejó un saldo de al menos 10 muertos, incluyendo a siete agentes de seguridad y tres civiles, mientras que otras veinte personas resultaron heridas. Entre las víctimas se encontraba Mohamed Abukar Dabaashe, un periodista de 31 años de Radio Risaala, quien se convirtió en el primer periodista asesinado en Somalia en 2025.  

## Secuelas
Tras el ataque, el canal estatal SNTV divulgó imágenes de él en el distrito de Adan Yabal, en la región de Shabelle Medio, donde las fuerzas del Ejército Nacional Somalí (SNA) y las tropas locales están enfrentando la actual ofensiva de Al-Shabaab. Debido a esto, Veintidós periodistas que cubrían el ataque desde la reconocida estación de radio Risaala Media, la cual fue temporalmente cerrada por el gobierno, fueron arrestados por la policía.
El 19 de marzo de 2025, Al-Shabaab lanzó múltiples ataques con mortero contra el Aeropuerto Internacional de Adén Adde y el complejo de Halane, donde se encontraban varias entidades extranjeras, incluida la sede de las Naciones Unidas. En respuesta a los ataques, el Ejército Nacional Somalí y la Agencia Nacional de Inteligencia y Seguridad eliminaron a más de seis líderes de Al-Shabaab durante una operación de asalto en la región de Bajo Shabelle.

## Reacciones
- El asesor presidencial Zakariye Hussein escribió en una publicación en X que Hassan se encontraba "en camino al frente".[32] El Ministerio de Información de Somalia emitió un comunicado calificando el ataque de "un acto cobarde y desesperado".[33]

- Los expresidentes Sharif Sheikh Ahmed y Mohamed Abdullahi Mohamed, el ex primer ministro Abdi Farah Shirdon, el parlamentario Abdullahi Hashi Abib y el ministro del interior de Puntlandia, Abdi Farah Said Juha, condenaron el ataque.[34]

- El Sindicato de Periodistas Somalíes (SJS) condenó el intento de asesinato, calificándolo de "ataque cobarde" y transmitió sus condolencias a la familia de Dabaashe y a la comunidad mediática en general.[34]

- Varios países y organizaciones diferentes ofrecieron sus condolencias y condenaron el ataque, entre ellos Argelia, [35] Egipto, [36] Jordania,  Kuwait,  Mauritania, [37] Palestina,  Catar,  Arabia Saudita,  Ucrania,[38] Emiratos Árabes [39]Unidos,  el Reino Unido,[34] los Estados Unidos[40] y la Unión Europea.[41]

- El ministro de Asuntos Exteriores de Yibuti, recientemente elegido presidente de la Comisión de la Unión Africana, Mahamoud Ali Youssouf, condenó el ataque,[42] al igual que la Liga Árabe,  el secretario general de la OCI, Hissein Brahim Taha  y el secretario general de la ONU, António Guterres.[43]